# Copromorphidae
I Copromorfidi (Copromorphidae Meyrick, 1905) sono una famiglia di lepidotteri diffusa con oltre 60 specie in tutti i continenti tranne l'Europa e l'Antartide.

## Etimologia
Il nome della famiglia si forma da quello del genere tipo, Copromorpha Meyrick, 1886, che a sua volta trae origine dai termini greci κόπρος (cópros=sterco), e μορϕή (morphé=forma, figura), con riferimento alle sembianze di queste falene, che allo stadio adulto attuano una forma di criptismo per difendersi dai predatori.

## Descrizione
I membri di questa famiglia sono falene eteroneure appartenenti ai Ditrysia, con taglia da piccola a media (apertura alare di 12-30 mm) e abitudini principalmente notturne.
Secondo Minet (1986), le principali caratteristiche autapomorfiche, così come per i Carposinidae,  sarebbero fondamentalmente due: 1) ala anteriore con "ciuffi" di scaglie sollevate sulla pagina superiore; 2) ala posteriore con un "pettine" cubitale (una sorta di frangia di scaglie piliformi disposte in prossimità della base della cubito). In alcuni gruppi il secondo carattere è presente solo nelle femmine o addirittura assente in entrambi i sessi.
Un possibile carattere distintivo tra le due famiglie dei Carposinoidea è rappresentato dalla presenza di una venulazione alare pressoché completa nei Copromorphidae, mentre nei Carposinidae, che probabilmente si sono evoluti in un secondo tempo, è spesso più ridotta.
Il processo anterolaterale sul II sternite è sovente allungato e ricurvo, e la sua quasi completa assenza in taluni generi è da considerarsi un'evoluzione secondaria. L'edeago è munito di un coecum penis. Nella larva, di regola gli stigmi sono lievemente protrusi, e quelli sull'VIII somite addominale appaiono un po' più grandi e spostati verso la superficie dorsale. Anche questi particolari anatomici potrebbero essere considerati autapomorfici per entrambe le famiglie di Carposinoidea.

### Adulto

#### Capo
Il capo presenta piccole scaglie frontali, non molto sollevate e tutte rivolte verso il basso,  nonché ciuffi di scaglie più o meno sollevate ai lati del vertice.
Gli ocelli possono essere presenti, ma mancano i chaetosemata.
Nell'apparato boccale, i palpi mascellari presentano da uno a quattro articoli. La spirotromba è presente e priva di scaglie. I palpi labiali sono sviluppati e diritti oppure rivolti verso l'alto.
Le antenne sono di forma variabile, ma con lo scapo privo di un pecten.

#### Torace
Nelle zampe, l'epifisi è presente e la formula degli speroni tibiali è 0-2-4; la metatibia può essere liscia oppure provvista di lunghe scaglie piliformi alquanto arruffate.
Nell'ala anteriore, lo pterostigma è più o meno sviluppato a seconda del gruppo. La spinarea è sempre presente. Nella femmina, il frenulum è costituito di regola da due o tre setole. In alcuni casi tutte le nervature sono separate, ma talvolta, al contrario, si osserva la confluenza tra Rs2 ed Rs3, oppure tra Rs3 ed Rs4, o ancora tra M3 e CuA1. CuP può essere robusta e libera oppure fortemente ridotta, mentre 1A+2A presenta una breve biforcazione basale. Sono ben distinguibili i caratteristici "ciuffi" di scaglie sollevate. Nella cellula discale, la chorda e la base di M sono assenti o vestigiali.
Nell'ala posteriore, M3 e CuA1 possono essere unite completamente o solo parzialmente, oppure correre separate per tutta la propria lunghezza. CuP è sempre presente e ben definita. A ridosso della base di CuA, si osserva una sorta di "pettine", costituito da una frangia di scaglie piliformi. 1A+2A può mostrare una breve biforcazione basale, mentre 3A è presente.

#### Addome
Nell'addome dei maschi si osserva una coppia di coremata, posti in prossimità del margine posteriore, talvolta situati anche nella parte anteriore. Il secondo sternite non presenta scaglie nella parte anteriore.
Nell'apparato genitale maschile l'uncus è ben sviluppato e in alcuni gruppi può essere bifido. I socii sono assenti, mentre lo gnathos può essere presente e avere una struttura complessa e dentellata. Le valve possono essere semplici oppure alquanto allungate e ricurve. Il vinculum risulta privo di saccus. L'edeago presenta un coecum penis, sebbene non allungato quanto quello dei Carposinidae, e uno o più cornuti.
Nel genitale femminile, l'ovopositore non appare allungato, a differenza di quanto si osserva nei Carposinidae. Le apofisi posteriori sono più lunghe di quelle anteriori. Il ductus bursae è membranoso e il corpus bursae è provvisto di un signum.

### Uovo
Dati non disponibili.

### Larva
Le larve possiedono di regola una cuticola densamente rivestita di spinule smussate, ma non si osserva la presenza di setole secondarie. A maturazione completa raggiungono solitamente i 10 mm di lunghezza, benché alcune specie tropicali possano arrivare anche a 45 mm.

#### Capo
Il capo è ipognato oppure semiprognato. Il frontoclipeo appare più allungato che largo. Sono presenti sei stemmata, di cui i primi cinque su un semicerchio e il sesto un po' più distante. Le setole anteriori A1, A2 ed A3 sono disposte a triangolo ottuso, con A2 più lontana dagli stemmata. Possono essere presenti setole rette da tubercoli, nonché processi ben sviluppati e bifidi sul submento. I suddetti processi variano considerevolmente a seconda del gruppo preso in considerazione, da semplici protuberanze poco ramificate, fino a vere e proprie appendici con funzione non ancora chiarita; un'analisi più dettagliata ha rivelato, in alcune di queste strutture, la presenza di tessuto muscolare, sebbene potrebbero anche avere una funzione sensoriale o ghiandolare; resta valida l'ipotesi che possano essere in relazione funzionale con l'attività della filiera; probabilmente solo l'osservazione del comportamento degli esemplari in vita potrà risolvere la questione.

#### Torace
Nel protorace, alquanto sviluppato, le setole laterali L sono due e solo in pochi generi si trovano sullo stesso pinaculum, mentre di regola sono retti da pinacula diversi. Gli spiracoli protoracici sono un po' più ingranditi.
La setola subventrale SV è singola sul meso- e metatorace.

#### Addome
Nell'addome, nei primi otto segmenti, la setola laterale L2 è disposta anterodorsalmente rispetto a L1, ma non molto lontana da quest'ultima. La setola subdorsale SD1 è collocata anterodorsalmente rispetto agli spiracoli. La setola dorsale D1 è assente sul IX segmento.
Il gruppo SV è a singola setola sui segmenti I, II, VIII e IX, a doppia setola sul VII e a tripla nei segmenti da III a VI.
L'VIII segmento può avere spiracoli più sviluppati, e talvolta posizionati su un tubercolo.
Le pseudozampe non sono molto robuste, ma appaiono più allungate di quelle dei Carposinidae; sono presenti sui segmenti III-VI e X, con uncini disposti su un singolo ordine, benché in taluni casi siano parzialmente biseriali e disposti lungo un'ellisse incompleta.

### Pupa
La pupa è relativamente tozza e di tipo obtecto, con appendici fuse tra loro e col resto del corpo, ma possiede un tegumento fragile e traslucido, da cui si scorgono i profili del capo e del torace. Sul capo è presente una sutura epicraniale. Il labrum è ben sviluppato e fiancheggiato da lobi piliferi triangolari o più in generale dalle mandibole. I palpi mascellari sono ridotti, mentre quelli labiali sono esposti, così come i profemori. Il protorace è breve. I segmenti addominali V-VII (nel maschio) e V-VI (nella femmina) sono mobili. Non sono presenti spinule sulla superficie dei tergiti addominali. Il cremaster è rappresentato da gruppi di setole dall'estremità uncinata.

## Biologia

### Ciclo biologico
La biologia di parecchie specie è poco conosciuta, tuttavia, in linea generale, gli adulti hanno principalmente abitudini notturne e durante il giorno restano in posizione di riposo, sulla corteccia delle piante o sulle pietre.
Le larve sono per la maggior parte minatrici fogliari o comunque si alimentano in zone nascoste, al riparo dai potenziali predatori, in mezzo a foglie unite tra loro, oppure sopra o dentro a un frutto.
L'impupamento può avvenire all'interno della galleria scavata dalla larva, oppure lontano dalla pianta nutrice, in un bozzolo di solito ricoperto con frammenti del detrito, sul terreno oppure all'interno di una fessura. Non si ha fuoriuscita della pupa dal bozzolo o dal riparo, prima dell'emersione dell'adulto.

### Alimentazione
Le larve appartenenti a questo taxon si alimentano su un discreto numero di piante nutrici; tra queste ricordiamo, a titolo di esempio:
- Berberidaceae Juss., 1789
  - Berberis L., 1753
    - Berberis pinnata Lag., 1816
- Ericaceae Juss., 1789
  - Arbutus L., 1753
    - Arbutus menziesii Pursh, 1813

  - Arctostaphylos Adans., 1763
  - Gaultheria L., 1753
    - Gaultheria shallon Pursh, 1813

  - Vaccinium L., 1753 (mirtilli)
    - Vaccinium ovatum Pursh, 1814
- Moraceae Gaudich., 1835
  - Ficus L., 1753
    - Ficus benghalensis L., 1753 (baniano)
    - Ficus carica L., 1753 (fico comune)
    - Ficus coronata Spin, 1818
    - Ficus fraseri Miq., 1848
    - Ficus mucuso Welw. ex Ficalho, 1884
- Podocarpaceae Endl., 1847
  - Dacrydium Sol. ex G.Forst.,1786
    - Dacrydium cupressinum Sol. ex G.Forst., 1786 (rimu)

### Parassitoidismo
Non sono noti fenomeni di parassitoidismo ai danni delle larve dei Copromorphidae.

## Distribuzione e habitat

L'ecozona australasiana ha la maggior ricchezza in specie tra i Carposinoidea

Il taxon è presente in tutti i continenti tranne l'Europa e l'Antartide, nonché in tutte le ecozone tranne il Paleartico e l'ecozona antartica; la maggiore ricchezza in specie si riscontra tra l'ecozona indomalese e quella australasiana.
L'habitat è rappresentato da zone verdi, boschi e foreste, a partire dalle fasce temperate fino a quella tropicale.

## Tassonomia
Copromorphidae Meyrick, 1905 - J. Bombay Nat. Hist. Soc. 16: 606 - genere tipo: Copromorpha Meyrick, 1886 - Trans. Ent. Soc. Lond. 1886: 281.

### Generi
La famiglia conta 62 specie, riunite in 19 generi diffusi in tutti i continenti, escluse l'Europa e l'Antartide; di questi, 8 sono presenti in Oceania, 8 in Sudamerica, 4 in Asia, 2 in Africa e 2 in Nordamerica:
- Aegidomorpha Meyrick, 1932 - Exot. Micr. 4: 228 (1 specie; Cina)
- Cathelotis Meyrick, 1926 - Exot. Micr. 3: 241 (1 specie; Colombia)
- Copromorpha Meyrick, 1886 - Trans. Ent. Soc. Lond. 1886: 281 (26 specie; Africa, Asia e Oceania)
- Dryanassa Meyrick, 1936 - Exot. Micr. 5: 40 (1 specie; Tahiti)
- Ellabella Busck, 1925 - Proc. Ent Soc. Wash 27: 46 (5 specie; Cina, Canada, Stati Uniti d'America)
- Endothamna Meyrick, 1922 - Ent. Mitt. 11: 46 (1 specie; Cile)
- Isonomeutis Meyrick, 1888 - Trans. N. Z. Inst. 20: 75 (2 specie; Nuova Zelanda)
- Lotisma Busck, 1909 - Proc. Ent. Soc. Wash. 11: 98 (2 specie; America settentrionale e centrale)
- Neophylarcha Meyrick, 1926 - Exot. Micr. 3: 240 (1 specie; Guyana e Guyana francese)
- Ordrupia Busck, 1911 - Proc. U. S. nat. Mus. 40: 228 (5 specie; Panama, Trinidad, Guyana, Perù)
- Osidryas Meyrick, 1916 - Exot. Micr. 2: 7 (3 specie; Indonesia e Australia)
- Phanerochersa Meyrick, 1926 - Exot. Micr. 3: 244 (1 specie; Nuova Irlanda)
- Phaulophara Turner, 1916 - Trans. roy. Soc. S. Aust. 40: 500 (1 specie; Australia)
- Phycomorpha Meyrick, 1914 - Trans. N. Z. Inst. 46: 106 (4 specie; Colombia, Australia, Nuova Zelanda, Samoa)
- Rhopalosetia Meyrick, 1926 - ''Exot. Micr. 3: 241 (1 specie; Guyana francese)
- Rhynchoferella Strand, 1915 - Ent. Mitt. 4: 182 (4 specie; Ghana, Camerun, Kenya, Madagascar e Sudafrica)
- Saridacma Meyrick, 1930 - Annln naturh. Mus. Wien. 44: 259 (1 specie; Brasile)
- Syncamaris Meyrick, 1932 - Exot. Micr. 4: 262 (1 specie; Brasile)
- Tanymecica Turner, 1916 - Trans. roy. Soc. S. Aust. 40: 500 (1 specie; Australia)

È controversa l'appartenenza del genere aberrante Isonomeutis ai Copromorphidae, considerando una serie di caratteristiche che lo differenziano rispetto a tutti gli altri; tra queste possiamo citare la larva predatrice che si nutre di Coccoidea Margarodidae (Hemiptera), l'edeago privo di coecum, il gruppo L con tre setole sul protorace, la diversa struttura del II sternite addominale e del submento; potrebbe trattarsi di una errata collocazione oppure di un taxon evolutosi come sister group rispetto a tutti gli altri Copromorphidae.
Il genere Phaulophara, in precedenza incluso nei Copromorphidae, fu spostato negli Psychidae da Robinson & Nielsen nel 1993, quale sinonimo di Napecoetes; tuttavia, secondo il parere di Sobczyk (2011), la specie tipo Phaulophara belogramma Turner, 1916, potrebbe essere un Copromorphidae.
Nell'attesa che si rendano disponibili dati più certi, non viene qui riportato il genere Araeolepia Walsingham, 1881, di collocazione controversa e solitamente incluso nei Plutellidae, benché Sohn (2016) abbia suggerito una possibile appartenenza ai Copromorphidae.

### Sinonimi
Non sono stati riportati sinonimi.

## Filogenesi
Qui sotto è mostrato un albero filogenetico ricavato da quello proposto da Kristensen nel 1999 (il nome utilizzato per la superfamiglia è ancora Copromorphoidea):
|             | Galacticoidea |
|             | |
|             | Zygenoidea/Cossoidea/Sesioidea |
|             | |
|             | Choreutoidea |
|             | |
|             | Tortricoidea |
|             | |
|             | Urodoidea |
|             | |
|             | Schreckensteinioidea |
|             | |
|             | Epermenioidea |
|             | |
|             | Alucitoidea/Pterophoroidea |
|             | |
| Obtectomera | \| \| Whalleyanoidea \| \| \| \| \| \| Immoidea \| \| \| \| \| \| Copromorphoidea \| \| \| \| \| \| Hyblaeoidea \| \| \| \| \| \| Pyraloidea \| \| \| \| \| \| Thyridoidea \| \| \| \| \| \| Macrolepidoptera \| \| \| \| |
|             | \| \| Whalleyanoidea \| \| \| \| \| \| Immoidea \| \| \| \| \| \| Copromorphoidea \| \| \| \| \| \| Hyblaeoidea \| \| \| \| \| \| Pyraloidea \| \| \| \| \| \| Thyridoidea \| \| \| \| \| \| Macrolepidoptera \| \| \| \| |
|             | Whalleyanoidea |
|             | |
|             | Immoidea |
|             | |
|             | Copromorphoidea |
|             | |
|             | Hyblaeoidea |
|             | |
|             | Pyraloidea |
|             | |
|             | Thyridoidea |
|             | |
|             | Macrolepidoptera |
|             | |

|  | Whalleyanoidea   |
|  |                  |
|  | Immoidea         |
|  |                  |
|  | Copromorphoidea  |
|  |                  |
|  | Hyblaeoidea      |
|  |                  |
|  | Pyraloidea       |
|  |                  |
|  | Thyridoidea      |
|  |                  |
|  | Macrolepidoptera |
|  |                  |

|             | Galacticoidea |
|             | |
|             | Zygenoidea/Cossoidea/Sesioidea |
|             | |
|             | Choreutoidea |
|             | |
|             | Tortricoidea |
|             | |
|             | Urodoidea |
|             | |
|             | Schreckensteinioidea |
|             | |
|             | Epermenioidea |
|             | |
|             | Alucitoidea/Pterophoroidea |
|             | |
| Obtectomera | \| \| Whalleyanoidea \| \| \| \| \| \| Immoidea \| \| \| \| \| \| Copromorphoidea \| \| \| \| \| \| Hyblaeoidea \| \| \| \| \| \| Pyraloidea \| \| \| \| \| \| Thyridoidea \| \| \| \| \| \| Macrolepidoptera \| \| \| \| |
|             | \| \| Whalleyanoidea \| \| \| \| \| \| Immoidea \| \| \| \| \| \| Copromorphoidea \| \| \| \| \| \| Hyblaeoidea \| \| \| \| \| \| Pyraloidea \| \| \| \| \| \| Thyridoidea \| \| \| \| \| \| Macrolepidoptera \| \| \| \| |
|             | Whalleyanoidea |
|             | |
|             | Immoidea |
|             | |
|             | Copromorphoidea |
|             | |
|             | Hyblaeoidea |
|             | |
|             | Pyraloidea |
|             | |
|             | Thyridoidea |
|             | |
|             | Macrolepidoptera |
|             | |

|  | Whalleyanoidea   |
|  |                  |
|  | Immoidea         |
|  |                  |
|  | Copromorphoidea  |
|  |                  |
|  | Hyblaeoidea      |
|  |                  |
|  | Pyraloidea       |
|  |                  |
|  | Thyridoidea      |
|  |                  |
|  | Macrolepidoptera |
|  |                  |

|             | Galacticoidea |
|             | |
|             | Zygenoidea/Cossoidea/Sesioidea |
|             | |
|             | Choreutoidea |
|             | |
|             | Tortricoidea |
|             | |
|             | Urodoidea |
|             | |
|             | Schreckensteinioidea |
|             | |
|             | Epermenioidea |
|             | |
|             | Alucitoidea/Pterophoroidea |
|             | |
| Obtectomera | \| \| Whalleyanoidea \| \| \| \| \| \| Immoidea \| \| \| \| \| \| Copromorphoidea \| \| \| \| \| \| Hyblaeoidea \| \| \| \| \| \| Pyraloidea \| \| \| \| \| \| Thyridoidea \| \| \| \| \| \| Macrolepidoptera \| \| \| \| |
|             | \| \| Whalleyanoidea \| \| \| \| \| \| Immoidea \| \| \| \| \| \| Copromorphoidea \| \| \| \| \| \| Hyblaeoidea \| \| \| \| \| \| Pyraloidea \| \| \| \| \| \| Thyridoidea \| \| \| \| \| \| Macrolepidoptera \| \| \| \| |
|             | Whalleyanoidea |
|             | |
|             | Immoidea |
|             | |
|             | Copromorphoidea |
|             | |
|             | Hyblaeoidea |
|             | |
|             | Pyraloidea |
|             | |
|             | Thyridoidea |
|             | |
|             | Macrolepidoptera |
|             | |

|  | Whalleyanoidea   |
|  |                  |
|  | Immoidea         |
|  |                  |
|  | Copromorphoidea  |
|  |                  |
|  | Hyblaeoidea      |
|  |                  |
|  | Pyraloidea       |
|  |                  |
|  | Thyridoidea      |
|  |                  |
|  | Macrolepidoptera |
|  |                  |

|             | Galacticoidea |
|             | |
|             | Zygenoidea/Cossoidea/Sesioidea |
|             | |
|             | Choreutoidea |
|             | |
|             | Tortricoidea |
|             | |
|             | Urodoidea |
|             | |
|             | Schreckensteinioidea |
|             | |
|             | Epermenioidea |
|             | |
|             | Alucitoidea/Pterophoroidea |
|             | |
| Obtectomera | \| \| Whalleyanoidea \| \| \| \| \| \| Immoidea \| \| \| \| \| \| Copromorphoidea \| \| \| \| \| \| Hyblaeoidea \| \| \| \| \| \| Pyraloidea \| \| \| \| \| \| Thyridoidea \| \| \| \| \| \| Macrolepidoptera \| \| \| \| |
|             | \| \| Whalleyanoidea \| \| \| \| \| \| Immoidea \| \| \| \| \| \| Copromorphoidea \| \| \| \| \| \| Hyblaeoidea \| \| \| \| \| \| Pyraloidea \| \| \| \| \| \| Thyridoidea \| \| \| \| \| \| Macrolepidoptera \| \| \| \| |
|             | Whalleyanoidea |
|             | |
|             | Immoidea |
|             | |
|             | Copromorphoidea |
|             | |
|             | Hyblaeoidea |
|             | |
|             | Pyraloidea |
|             | |
|             | Thyridoidea |
|             | |
|             | Macrolepidoptera |
|             | |

|  | Whalleyanoidea   |
|  |                  |
|  | Immoidea         |
|  |                  |
|  | Copromorphoidea  |
|  |                  |
|  | Hyblaeoidea      |
|  |                  |
|  | Pyraloidea       |
|  |                  |
|  | Thyridoidea      |
|  |                  |
|  | Macrolepidoptera |
|  |                  |

Di seguito viene invece riportato un albero filogenetico ricavato dallo studio di Heikkila et al. (2015), successivo al cambio di nome stabilito da Van Nieukerken et al. (2011):
|  | Phycomorpha metachrysa |
|  |                        |
|  | Copromorpha sp.        |
|  |                        |

|  | Carposina sp.                                                               |
|  |                                                                             |
|  | \| \| Heterocrossa eriphylla \| \| \| \| \| \| Sosineura mimica \| \| \| \| |
|  |                                                                             |
|  | Heterocrossa eriphylla                                                      |
|  |                                                                             |
|  | Sosineura mimica                                                            |
|  |                                                                             |

|  | Heterocrossa eriphylla |
|  |                        |
|  | Sosineura mimica       |
|  |                        |

|  | Carposina sp.                                                               |
|  |                                                                             |
|  | \| \| Heterocrossa eriphylla \| \| \| \| \| \| Sosineura mimica \| \| \| \| |
|  |                                                                             |
|  | Heterocrossa eriphylla                                                      |
|  |                                                                             |
|  | Sosineura mimica                                                            |
|  |                                                                             |

|  | Heterocrossa eriphylla |
|  |                        |
|  | Sosineura mimica       |
|  |                        |

|  | Phycomorpha metachrysa |
|  |                        |
|  | Copromorpha sp.        |
|  |                        |

|  | Carposina sp.                                                               |
|  |                                                                             |
|  | \| \| Heterocrossa eriphylla \| \| \| \| \| \| Sosineura mimica \| \| \| \| |
|  |                                                                             |
|  | Heterocrossa eriphylla                                                      |
|  |                                                                             |
|  | Sosineura mimica                                                            |
|  |                                                                             |

|  | Heterocrossa eriphylla |
|  |                        |
|  | Sosineura mimica       |
|  |                        |

|  | Carposina sp.                                                               |
|  |                                                                             |
|  | \| \| Heterocrossa eriphylla \| \| \| \| \| \| Sosineura mimica \| \| \| \| |
|  |                                                                             |
|  | Heterocrossa eriphylla                                                      |
|  |                                                                             |
|  | Sosineura mimica                                                            |
|  |                                                                             |

|  | Heterocrossa eriphylla |
|  |                        |
|  | Sosineura mimica       |
|  |                        |

|  | Phycomorpha metachrysa |
|  |                        |
|  | Copromorpha sp.        |
|  |                        |

|  | Carposina sp.                                                               |
|  |                                                                             |
|  | \| \| Heterocrossa eriphylla \| \| \| \| \| \| Sosineura mimica \| \| \| \| |
|  |                                                                             |
|  | Heterocrossa eriphylla                                                      |
|  |                                                                             |
|  | Sosineura mimica                                                            |
|  |                                                                             |

|  | Heterocrossa eriphylla |
|  |                        |
|  | Sosineura mimica       |
|  |                        |

|  | Carposina sp.                                                               |
|  |                                                                             |
|  | \| \| Heterocrossa eriphylla \| \| \| \| \| \| Sosineura mimica \| \| \| \| |
|  |                                                                             |
|  | Heterocrossa eriphylla                                                      |
|  |                                                                             |
|  | Sosineura mimica                                                            |
|  |                                                                             |

|  | Heterocrossa eriphylla |
|  |                        |
|  | Sosineura mimica       |
|  |                        |

|  | Phycomorpha metachrysa |
|  |                        |
|  | Copromorpha sp.        |
|  |                        |

|  | Carposina sp.                                                               |
|  |                                                                             |
|  | \| \| Heterocrossa eriphylla \| \| \| \| \| \| Sosineura mimica \| \| \| \| |
|  |                                                                             |
|  | Heterocrossa eriphylla                                                      |
|  |                                                                             |
|  | Sosineura mimica                                                            |
|  |                                                                             |

|  | Heterocrossa eriphylla |
|  |                        |
|  | Sosineura mimica       |
|  |                        |

|  | Carposina sp.                                                               |
|  |                                                                             |
|  | \| \| Heterocrossa eriphylla \| \| \| \| \| \| Sosineura mimica \| \| \| \| |
|  |                                                                             |
|  | Heterocrossa eriphylla                                                      |
|  |                                                                             |
|  | Sosineura mimica                                                            |
|  |                                                                             |

|  | Heterocrossa eriphylla |
|  |                        |
|  | Sosineura mimica       |
|  |                        |

|  | Phycomorpha metachrysa |
|  |                        |
|  | Copromorpha sp.        |
|  |                        |

|  | Carposina sp.                                                               |
|  |                                                                             |
|  | \| \| Heterocrossa eriphylla \| \| \| \| \| \| Sosineura mimica \| \| \| \| |
|  |                                                                             |
|  | Heterocrossa eriphylla                                                      |
|  |                                                                             |
|  | Sosineura mimica                                                            |
|  |                                                                             |

|  | Heterocrossa eriphylla |
|  |                        |
|  | Sosineura mimica       |
|  |                        |

|  | Carposina sp.                                                               |
|  |                                                                             |
|  | \| \| Heterocrossa eriphylla \| \| \| \| \| \| Sosineura mimica \| \| \| \| |
|  |                                                                             |
|  | Heterocrossa eriphylla                                                      |
|  |                                                                             |
|  | Sosineura mimica                                                            |
|  |                                                                             |

|  | Heterocrossa eriphylla |
|  |                        |
|  | Sosineura mimica       |
|  |                        |

|  | Phycomorpha metachrysa |
|  |                        |
|  | Copromorpha sp.        |
|  |                        |

|  | Carposina sp.                                                               |
|  |                                                                             |
|  | \| \| Heterocrossa eriphylla \| \| \| \| \| \| Sosineura mimica \| \| \| \| |
|  |                                                                             |
|  | Heterocrossa eriphylla                                                      |
|  |                                                                             |
|  | Sosineura mimica                                                            |
|  |                                                                             |

|  | Heterocrossa eriphylla |
|  |                        |
|  | Sosineura mimica       |
|  |                        |

|  | Carposina sp.                                                               |
|  |                                                                             |
|  | \| \| Heterocrossa eriphylla \| \| \| \| \| \| Sosineura mimica \| \| \| \| |
|  |                                                                             |
|  | Heterocrossa eriphylla                                                      |
|  |                                                                             |
|  | Sosineura mimica                                                            |
|  |                                                                             |

|  | Heterocrossa eriphylla |
|  |                        |
|  | Sosineura mimica       |
|  |                        |

|  | Phycomorpha metachrysa |
|  |                        |
|  | Copromorpha sp.        |
|  |                        |

|  | Carposina sp.                                                               |
|  |                                                                             |
|  | \| \| Heterocrossa eriphylla \| \| \| \| \| \| Sosineura mimica \| \| \| \| |
|  |                                                                             |
|  | Heterocrossa eriphylla                                                      |
|  |                                                                             |
|  | Sosineura mimica                                                            |
|  |                                                                             |

|  | Heterocrossa eriphylla |
|  |                        |
|  | Sosineura mimica       |
|  |                        |

|  | Carposina sp.                                                               |
|  |                                                                             |
|  | \| \| Heterocrossa eriphylla \| \| \| \| \| \| Sosineura mimica \| \| \| \| |
|  |                                                                             |
|  | Heterocrossa eriphylla                                                      |
|  |                                                                             |
|  | Sosineura mimica                                                            |
|  |                                                                             |

|  | Heterocrossa eriphylla |
|  |                        |
|  | Sosineura mimica       |
|  |                        |

|  | Phycomorpha metachrysa |
|  |                        |
|  | Copromorpha sp.        |
|  |                        |

|  | Carposina sp.                                                               |
|  |                                                                             |
|  | \| \| Heterocrossa eriphylla \| \| \| \| \| \| Sosineura mimica \| \| \| \| |
|  |                                                                             |
|  | Heterocrossa eriphylla                                                      |
|  |                                                                             |
|  | Sosineura mimica                                                            |
|  |                                                                             |

|  | Heterocrossa eriphylla |
|  |                        |
|  | Sosineura mimica       |
|  |                        |

|  | Carposina sp.                                                               |
|  |                                                                             |
|  | \| \| Heterocrossa eriphylla \| \| \| \| \| \| Sosineura mimica \| \| \| \| |
|  |                                                                             |
|  | Heterocrossa eriphylla                                                      |
|  |                                                                             |
|  | Sosineura mimica                                                            |
|  |                                                                             |

|  | Heterocrossa eriphylla |
|  |                        |
|  | Sosineura mimica       |
|  |                        |

|  | Phycomorpha metachrysa |
|  |                        |
|  | Copromorpha sp.        |
|  |                        |

|  | Carposina sp.                                                               |
|  |                                                                             |
|  | \| \| Heterocrossa eriphylla \| \| \| \| \| \| Sosineura mimica \| \| \| \| |
|  |                                                                             |
|  | Heterocrossa eriphylla                                                      |
|  |                                                                             |
|  | Sosineura mimica                                                            |
|  |                                                                             |

|  | Heterocrossa eriphylla |
|  |                        |
|  | Sosineura mimica       |
|  |                        |

|  | Carposina sp.                                                               |
|  |                                                                             |
|  | \| \| Heterocrossa eriphylla \| \| \| \| \| \| Sosineura mimica \| \| \| \| |
|  |                                                                             |
|  | Heterocrossa eriphylla                                                      |
|  |                                                                             |
|  | Sosineura mimica                                                            |
|  |                                                                             |

|  | Heterocrossa eriphylla |
|  |                        |
|  | Sosineura mimica       |
|  |                        |

|  | Phycomorpha metachrysa |
|  |                        |
|  | Copromorpha sp.        |
|  |                        |

|  | Carposina sp.                                                               |
|  |                                                                             |
|  | \| \| Heterocrossa eriphylla \| \| \| \| \| \| Sosineura mimica \| \| \| \| |
|  |                                                                             |
|  | Heterocrossa eriphylla                                                      |
|  |                                                                             |
|  | Sosineura mimica                                                            |
|  |                                                                             |

|  | Heterocrossa eriphylla |
|  |                        |
|  | Sosineura mimica       |
|  |                        |

|  | Carposina sp.                                                               |
|  |                                                                             |
|  | \| \| Heterocrossa eriphylla \| \| \| \| \| \| Sosineura mimica \| \| \| \| |
|  |                                                                             |
|  | Heterocrossa eriphylla                                                      |
|  |                                                                             |
|  | Sosineura mimica                                                            |
|  |                                                                             |

|  | Heterocrossa eriphylla |
|  |                        |
|  | Sosineura mimica       |
|  |                        |

|  | Phycomorpha metachrysa |
|  |                        |
|  | Copromorpha sp.        |
|  |                        |

|  | Carposina sp.                                                               |
|  |                                                                             |
|  | \| \| Heterocrossa eriphylla \| \| \| \| \| \| Sosineura mimica \| \| \| \| |
|  |                                                                             |
|  | Heterocrossa eriphylla                                                      |
|  |                                                                             |
|  | Sosineura mimica                                                            |
|  |                                                                             |

|  | Heterocrossa eriphylla |
|  |                        |
|  | Sosineura mimica       |
|  |                        |

|  | Carposina sp.                                                               |
|  |                                                                             |
|  | \| \| Heterocrossa eriphylla \| \| \| \| \| \| Sosineura mimica \| \| \| \| |
|  |                                                                             |
|  | Heterocrossa eriphylla                                                      |
|  |                                                                             |
|  | Sosineura mimica                                                            |
|  |                                                                             |

|  | Heterocrossa eriphylla |
|  |                        |
|  | Sosineura mimica       |
|  |                        |

|  | Phycomorpha metachrysa |
|  |                        |
|  | Copromorpha sp.        |
|  |                        |

|  | Carposina sp.                                                               |
|  |                                                                             |
|  | \| \| Heterocrossa eriphylla \| \| \| \| \| \| Sosineura mimica \| \| \| \| |
|  |                                                                             |
|  | Heterocrossa eriphylla                                                      |
|  |                                                                             |
|  | Sosineura mimica                                                            |
|  |                                                                             |

|  | Heterocrossa eriphylla |
|  |                        |
|  | Sosineura mimica       |
|  |                        |

|  | Carposina sp.                                                               |
|  |                                                                             |
|  | \| \| Heterocrossa eriphylla \| \| \| \| \| \| Sosineura mimica \| \| \| \| |
|  |                                                                             |
|  | Heterocrossa eriphylla                                                      |
|  |                                                                             |
|  | Sosineura mimica                                                            |
|  |                                                                             |

|  | Heterocrossa eriphylla |
|  |                        |
|  | Sosineura mimica       |
|  |                        |

|  | Phycomorpha metachrysa |
|  |                        |
|  | Copromorpha sp.        |
|  |                        |

|  | Carposina sp.                                                               |
|  |                                                                             |
|  | \| \| Heterocrossa eriphylla \| \| \| \| \| \| Sosineura mimica \| \| \| \| |
|  |                                                                             |
|  | Heterocrossa eriphylla                                                      |
|  |                                                                             |
|  | Sosineura mimica                                                            |
|  |                                                                             |

|  | Heterocrossa eriphylla |
|  |                        |
|  | Sosineura mimica       |
|  |                        |

|  | Carposina sp.                                                               |
|  |                                                                             |
|  | \| \| Heterocrossa eriphylla \| \| \| \| \| \| Sosineura mimica \| \| \| \| |
|  |                                                                             |
|  | Heterocrossa eriphylla                                                      |
|  |                                                                             |
|  | Sosineura mimica                                                            |
|  |                                                                             |

|  | Heterocrossa eriphylla |
|  |                        |
|  | Sosineura mimica       |
|  |                        |

|  | Phycomorpha metachrysa |
|  |                        |
|  | Copromorpha sp.        |
|  |                        |

|  | Carposina sp.                                                               |
|  |                                                                             |
|  | \| \| Heterocrossa eriphylla \| \| \| \| \| \| Sosineura mimica \| \| \| \| |
|  |                                                                             |
|  | Heterocrossa eriphylla                                                      |
|  |                                                                             |
|  | Sosineura mimica                                                            |
|  |                                                                             |

|  | Heterocrossa eriphylla |
|  |                        |
|  | Sosineura mimica       |
|  |                        |

|  | Carposina sp.                                                               |
|  |                                                                             |
|  | \| \| Heterocrossa eriphylla \| \| \| \| \| \| Sosineura mimica \| \| \| \| |
|  |                                                                             |
|  | Heterocrossa eriphylla                                                      |
|  |                                                                             |
|  | Sosineura mimica                                                            |
|  |                                                                             |

|  | Heterocrossa eriphylla |
|  |                        |
|  | Sosineura mimica       |
|  |                        |

|  | Phycomorpha metachrysa |
|  |                        |
|  | Copromorpha sp.        |
|  |                        |

|  | Carposina sp.                                                               |
|  |                                                                             |
|  | \| \| Heterocrossa eriphylla \| \| \| \| \| \| Sosineura mimica \| \| \| \| |
|  |                                                                             |
|  | Heterocrossa eriphylla                                                      |
|  |                                                                             |
|  | Sosineura mimica                                                            |
|  |                                                                             |

|  | Heterocrossa eriphylla |
|  |                        |
|  | Sosineura mimica       |
|  |                        |

|  | Carposina sp.                                                               |
|  |                                                                             |
|  | \| \| Heterocrossa eriphylla \| \| \| \| \| \| Sosineura mimica \| \| \| \| |
|  |                                                                             |
|  | Heterocrossa eriphylla                                                      |
|  |                                                                             |
|  | Sosineura mimica                                                            |
|  |                                                                             |

|  | Heterocrossa eriphylla |
|  |                        |
|  | Sosineura mimica       |
|  |                        |

|  | Phycomorpha metachrysa |
|  |                        |
|  | Copromorpha sp.        |
|  |                        |

|  | Carposina sp.                                                               |
|  |                                                                             |
|  | \| \| Heterocrossa eriphylla \| \| \| \| \| \| Sosineura mimica \| \| \| \| |
|  |                                                                             |
|  | Heterocrossa eriphylla                                                      |
|  |                                                                             |
|  | Sosineura mimica                                                            |
|  |                                                                             |

|  | Heterocrossa eriphylla |
|  |                        |
|  | Sosineura mimica       |
|  |                        |

|  | Carposina sp.                                                               |
|  |                                                                             |
|  | \| \| Heterocrossa eriphylla \| \| \| \| \| \| Sosineura mimica \| \| \| \| |
|  |                                                                             |
|  | Heterocrossa eriphylla                                                      |
|  |                                                                             |
|  | Sosineura mimica                                                            |
|  |                                                                             |

|  | Heterocrossa eriphylla |
|  |                        |
|  | Sosineura mimica       |
|  |                        |

|  | Phycomorpha metachrysa |
|  |                        |
|  | Copromorpha sp.        |
|  |                        |

|  | Carposina sp.                                                               |
|  |                                                                             |
|  | \| \| Heterocrossa eriphylla \| \| \| \| \| \| Sosineura mimica \| \| \| \| |
|  |                                                                             |
|  | Heterocrossa eriphylla                                                      |
|  |                                                                             |
|  | Sosineura mimica                                                            |
|  |                                                                             |

|  | Heterocrossa eriphylla |
|  |                        |
|  | Sosineura mimica       |
|  |                        |

|  | Carposina sp.                                                               |
|  |                                                                             |
|  | \| \| Heterocrossa eriphylla \| \| \| \| \| \| Sosineura mimica \| \| \| \| |
|  |                                                                             |
|  | Heterocrossa eriphylla                                                      |
|  |                                                                             |
|  | Sosineura mimica                                                            |
|  |                                                                             |

|  | Heterocrossa eriphylla |
|  |                        |
|  | Sosineura mimica       |
|  |                        |

|  | Phycomorpha metachrysa |
|  |                        |
|  | Copromorpha sp.        |
|  |                        |

|  | Carposina sp.                                                               |
|  |                                                                             |
|  | \| \| Heterocrossa eriphylla \| \| \| \| \| \| Sosineura mimica \| \| \| \| |
|  |                                                                             |
|  | Heterocrossa eriphylla                                                      |
|  |                                                                             |
|  | Sosineura mimica                                                            |
|  |                                                                             |

|  | Heterocrossa eriphylla |
|  |                        |
|  | Sosineura mimica       |
|  |                        |

|  | Carposina sp.                                                               |
|  |                                                                             |
|  | \| \| Heterocrossa eriphylla \| \| \| \| \| \| Sosineura mimica \| \| \| \| |
|  |                                                                             |
|  | Heterocrossa eriphylla                                                      |
|  |                                                                             |
|  | Sosineura mimica                                                            |
|  |                                                                             |

|  | Heterocrossa eriphylla |
|  |                        |
|  | Sosineura mimica       |
|  |                        |

|  | Phycomorpha metachrysa |
|  |                        |
|  | Copromorpha sp.        |
|  |                        |

|  | Carposina sp.                                                               |
|  |                                                                             |
|  | \| \| Heterocrossa eriphylla \| \| \| \| \| \| Sosineura mimica \| \| \| \| |
|  |                                                                             |
|  | Heterocrossa eriphylla                                                      |
|  |                                                                             |
|  | Sosineura mimica                                                            |
|  |                                                                             |

|  | Heterocrossa eriphylla |
|  |                        |
|  | Sosineura mimica       |
|  |                        |

|  | Carposina sp.                                                               |
|  |                                                                             |
|  | \| \| Heterocrossa eriphylla \| \| \| \| \| \| Sosineura mimica \| \| \| \| |
|  |                                                                             |
|  | Heterocrossa eriphylla                                                      |
|  |                                                                             |
|  | Sosineura mimica                                                            |
|  |                                                                             |

|  | Heterocrossa eriphylla |
|  |                        |
|  | Sosineura mimica       |
|  |                        |

|  | Phycomorpha metachrysa |
|  |                        |
|  | Copromorpha sp.        |
|  |                        |

|  | Carposina sp.                                                               |
|  |                                                                             |
|  | \| \| Heterocrossa eriphylla \| \| \| \| \| \| Sosineura mimica \| \| \| \| |
|  |                                                                             |
|  | Heterocrossa eriphylla                                                      |
|  |                                                                             |
|  | Sosineura mimica                                                            |
|  |                                                                             |

|  | Heterocrossa eriphylla |
|  |                        |
|  | Sosineura mimica       |
|  |                        |

|  | Carposina sp.                                                               |
|  |                                                                             |
|  | \| \| Heterocrossa eriphylla \| \| \| \| \| \| Sosineura mimica \| \| \| \| |
|  |                                                                             |
|  | Heterocrossa eriphylla                                                      |
|  |                                                                             |
|  | Sosineura mimica                                                            |
|  |                                                                             |

|  | Heterocrossa eriphylla |
|  |                        |
|  | Sosineura mimica       |
|  |                        |

|  | Phycomorpha metachrysa |
|  |                        |
|  | Copromorpha sp.        |
|  |                        |

|  | Carposina sp.                                                               |
|  |                                                                             |
|  | \| \| Heterocrossa eriphylla \| \| \| \| \| \| Sosineura mimica \| \| \| \| |
|  |                                                                             |
|  | Heterocrossa eriphylla                                                      |
|  |                                                                             |
|  | Sosineura mimica                                                            |
|  |                                                                             |

|  | Heterocrossa eriphylla |
|  |                        |
|  | Sosineura mimica       |
|  |                        |

|  | Carposina sp.                                                               |
|  |                                                                             |
|  | \| \| Heterocrossa eriphylla \| \| \| \| \| \| Sosineura mimica \| \| \| \| |
|  |                                                                             |
|  | Heterocrossa eriphylla                                                      |
|  |                                                                             |
|  | Sosineura mimica                                                            |
|  |                                                                             |

|  | Heterocrossa eriphylla |
|  |                        |
|  | Sosineura mimica       |
|  |                        |

|  | Phycomorpha metachrysa |
|  |                        |
|  | Copromorpha sp.        |
|  |                        |

|  | Carposina sp.                                                               |
|  |                                                                             |
|  | \| \| Heterocrossa eriphylla \| \| \| \| \| \| Sosineura mimica \| \| \| \| |
|  |                                                                             |
|  | Heterocrossa eriphylla                                                      |
|  |                                                                             |
|  | Sosineura mimica                                                            |
|  |                                                                             |

|  | Heterocrossa eriphylla |
|  |                        |
|  | Sosineura mimica       |
|  |                        |

|  | Carposina sp.                                                               |
|  |                                                                             |
|  | \| \| Heterocrossa eriphylla \| \| \| \| \| \| Sosineura mimica \| \| \| \| |
|  |                                                                             |
|  | Heterocrossa eriphylla                                                      |
|  |                                                                             |
|  | Sosineura mimica                                                            |
|  |                                                                             |

|  | Heterocrossa eriphylla |
|  |                        |
|  | Sosineura mimica       |
|  |                        |

|  | Phycomorpha metachrysa |
|  |                        |
|  | Copromorpha sp.        |
|  |                        |

|  | Carposina sp.                                                               |
|  |                                                                             |
|  | \| \| Heterocrossa eriphylla \| \| \| \| \| \| Sosineura mimica \| \| \| \| |
|  |                                                                             |
|  | Heterocrossa eriphylla                                                      |
|  |                                                                             |
|  | Sosineura mimica                                                            |
|  |                                                                             |

|  | Heterocrossa eriphylla |
|  |                        |
|  | Sosineura mimica       |
|  |                        |

|  | Carposina sp.                                                               |
|  |                                                                             |
|  | \| \| Heterocrossa eriphylla \| \| \| \| \| \| Sosineura mimica \| \| \| \| |
|  |                                                                             |
|  | Heterocrossa eriphylla                                                      |
|  |                                                                             |
|  | Sosineura mimica                                                            |
|  |                                                                             |

|  | Heterocrossa eriphylla |
|  |                        |
|  | Sosineura mimica       |
|  |                        |

|  | Phycomorpha metachrysa |
|  |                        |
|  | Copromorpha sp.        |
|  |                        |

|  | Carposina sp.                                                               |
|  |                                                                             |
|  | \| \| Heterocrossa eriphylla \| \| \| \| \| \| Sosineura mimica \| \| \| \| |
|  |                                                                             |
|  | Heterocrossa eriphylla                                                      |
|  |                                                                             |
|  | Sosineura mimica                                                            |
|  |                                                                             |

|  | Heterocrossa eriphylla |
|  |                        |
|  | Sosineura mimica       |
|  |                        |

|  | Carposina sp.                                                               |
|  |                                                                             |
|  | \| \| Heterocrossa eriphylla \| \| \| \| \| \| Sosineura mimica \| \| \| \| |
|  |                                                                             |
|  | Heterocrossa eriphylla                                                      |
|  |                                                                             |
|  | Sosineura mimica                                                            |
|  |                                                                             |

|  | Heterocrossa eriphylla |
|  |                        |
|  | Sosineura mimica       |
|  |                        |

|  | Phycomorpha metachrysa |
|  |                        |
|  | Copromorpha sp.        |
|  |                        |

|  | Carposina sp.                                                               |
|  |                                                                             |
|  | \| \| Heterocrossa eriphylla \| \| \| \| \| \| Sosineura mimica \| \| \| \| |
|  |                                                                             |
|  | Heterocrossa eriphylla                                                      |
|  |                                                                             |
|  | Sosineura mimica                                                            |
|  |                                                                             |

|  | Heterocrossa eriphylla |
|  |                        |
|  | Sosineura mimica       |
|  |                        |

|  | Carposina sp.                                                               |
|  |                                                                             |
|  | \| \| Heterocrossa eriphylla \| \| \| \| \| \| Sosineura mimica \| \| \| \| |
|  |                                                                             |
|  | Heterocrossa eriphylla                                                      |
|  |                                                                             |
|  | Sosineura mimica                                                            |
|  |                                                                             |

|  | Heterocrossa eriphylla |
|  |                        |
|  | Sosineura mimica       |
|  |                        |

|  | Phycomorpha metachrysa |
|  |                        |
|  | Copromorpha sp.        |
|  |                        |

|  | Carposina sp.                                                               |
|  |                                                                             |
|  | \| \| Heterocrossa eriphylla \| \| \| \| \| \| Sosineura mimica \| \| \| \| |
|  |                                                                             |
|  | Heterocrossa eriphylla                                                      |
|  |                                                                             |
|  | Sosineura mimica                                                            |
|  |                                                                             |

|  | Heterocrossa eriphylla |
|  |                        |
|  | Sosineura mimica       |
|  |                        |

|  | Carposina sp.                                                               |
|  |                                                                             |
|  | \| \| Heterocrossa eriphylla \| \| \| \| \| \| Sosineura mimica \| \| \| \| |
|  |                                                                             |
|  | Heterocrossa eriphylla                                                      |
|  |                                                                             |
|  | Sosineura mimica                                                            |
|  |                                                                             |

|  | Heterocrossa eriphylla |
|  |                        |
|  | Sosineura mimica       |
|  |                        |

|  | Phycomorpha metachrysa |
|  |                        |
|  | Copromorpha sp.        |
|  |                        |

|  | Carposina sp.                                                               |
|  |                                                                             |
|  | \| \| Heterocrossa eriphylla \| \| \| \| \| \| Sosineura mimica \| \| \| \| |
|  |                                                                             |
|  | Heterocrossa eriphylla                                                      |
|  |                                                                             |
|  | Sosineura mimica                                                            |
|  |                                                                             |

|  | Heterocrossa eriphylla |
|  |                        |
|  | Sosineura mimica       |
|  |                        |

|  | Carposina sp.                                                               |
|  |                                                                             |
|  | \| \| Heterocrossa eriphylla \| \| \| \| \| \| Sosineura mimica \| \| \| \| |
|  |                                                                             |
|  | Heterocrossa eriphylla                                                      |
|  |                                                                             |
|  | Sosineura mimica                                                            |
|  |                                                                             |

|  | Heterocrossa eriphylla |
|  |                        |
|  | Sosineura mimica       |
|  |                        |

|  | Phycomorpha metachrysa |
|  |                        |
|  | Copromorpha sp.        |
|  |                        |

|  | Carposina sp.                                                               |
|  |                                                                             |
|  | \| \| Heterocrossa eriphylla \| \| \| \| \| \| Sosineura mimica \| \| \| \| |
|  |                                                                             |
|  | Heterocrossa eriphylla                                                      |
|  |                                                                             |
|  | Sosineura mimica                                                            |
|  |                                                                             |

|  | Heterocrossa eriphylla |
|  |                        |
|  | Sosineura mimica       |
|  |                        |

|  | Carposina sp.                                                               |
|  |                                                                             |
|  | \| \| Heterocrossa eriphylla \| \| \| \| \| \| Sosineura mimica \| \| \| \| |
|  |                                                                             |
|  | Heterocrossa eriphylla                                                      |
|  |                                                                             |
|  | Sosineura mimica                                                            |
|  |                                                                             |

|  | Heterocrossa eriphylla |
|  |                        |
|  | Sosineura mimica       |
|  |                        |

|  | Phycomorpha metachrysa |
|  |                        |
|  | Copromorpha sp.        |
|  |                        |

|  | Carposina sp.                                                               |
|  |                                                                             |
|  | \| \| Heterocrossa eriphylla \| \| \| \| \| \| Sosineura mimica \| \| \| \| |
|  |                                                                             |
|  | Heterocrossa eriphylla                                                      |
|  |                                                                             |
|  | Sosineura mimica                                                            |
|  |                                                                             |

|  | Heterocrossa eriphylla |
|  |                        |
|  | Sosineura mimica       |
|  |                        |

|  | Carposina sp.                                                               |
|  |                                                                             |
|  | \| \| Heterocrossa eriphylla \| \| \| \| \| \| Sosineura mimica \| \| \| \| |
|  |                                                                             |
|  | Heterocrossa eriphylla                                                      |
|  |                                                                             |
|  | Sosineura mimica                                                            |
|  |                                                                             |

|  | Heterocrossa eriphylla |
|  |                        |
|  | Sosineura mimica       |
|  |                        |

|  | Phycomorpha metachrysa |
|  |                        |
|  | Copromorpha sp.        |
|  |                        |

|  | Carposina sp.                                                               |
|  |                                                                             |
|  | \| \| Heterocrossa eriphylla \| \| \| \| \| \| Sosineura mimica \| \| \| \| |
|  |                                                                             |
|  | Heterocrossa eriphylla                                                      |
|  |                                                                             |
|  | Sosineura mimica                                                            |
|  |                                                                             |

|  | Heterocrossa eriphylla |
|  |                        |
|  | Sosineura mimica       |
|  |                        |

|  | Carposina sp.                                                               |
|  |                                                                             |
|  | \| \| Heterocrossa eriphylla \| \| \| \| \| \| Sosineura mimica \| \| \| \| |
|  |                                                                             |
|  | Heterocrossa eriphylla                                                      |
|  |                                                                             |
|  | Sosineura mimica                                                            |
|  |                                                                             |

|  | Heterocrossa eriphylla |
|  |                        |
|  | Sosineura mimica       |
|  |                        |

|  | Phycomorpha metachrysa |
|  |                        |
|  | Copromorpha sp.        |
|  |                        |

|  | Carposina sp.                                                               |
|  |                                                                             |
|  | \| \| Heterocrossa eriphylla \| \| \| \| \| \| Sosineura mimica \| \| \| \| |
|  |                                                                             |
|  | Heterocrossa eriphylla                                                      |
|  |                                                                             |
|  | Sosineura mimica                                                            |
|  |                                                                             |

|  | Heterocrossa eriphylla |
|  |                        |
|  | Sosineura mimica       |
|  |                        |

|  | Carposina sp.                                                               |
|  |                                                                             |
|  | \| \| Heterocrossa eriphylla \| \| \| \| \| \| Sosineura mimica \| \| \| \| |
|  |                                                                             |
|  | Heterocrossa eriphylla                                                      |
|  |                                                                             |
|  | Sosineura mimica                                                            |
|  |                                                                             |

|  | Heterocrossa eriphylla |
|  |                        |
|  | Sosineura mimica       |
|  |                        |

|  | Phycomorpha metachrysa |
|  |                        |
|  | Copromorpha sp.        |
|  |                        |

|  | Carposina sp.                                                               |
|  |                                                                             |
|  | \| \| Heterocrossa eriphylla \| \| \| \| \| \| Sosineura mimica \| \| \| \| |
|  |                                                                             |
|  | Heterocrossa eriphylla                                                      |
|  |                                                                             |
|  | Sosineura mimica                                                            |
|  |                                                                             |

|  | Heterocrossa eriphylla |
|  |                        |
|  | Sosineura mimica       |
|  |                        |

|  | Carposina sp.                                                               |
|  |                                                                             |
|  | \| \| Heterocrossa eriphylla \| \| \| \| \| \| Sosineura mimica \| \| \| \| |
|  |                                                                             |
|  | Heterocrossa eriphylla                                                      |
|  |                                                                             |
|  | Sosineura mimica                                                            |
|  |                                                                             |

|  | Heterocrossa eriphylla |
|  |                        |
|  | Sosineura mimica       |
|  |                        |

|  | Phycomorpha metachrysa |
|  |                        |
|  | Copromorpha sp.        |
|  |                        |

|  | Carposina sp.                                                               |
|  |                                                                             |
|  | \| \| Heterocrossa eriphylla \| \| \| \| \| \| Sosineura mimica \| \| \| \| |
|  |                                                                             |
|  | Heterocrossa eriphylla                                                      |
|  |                                                                             |
|  | Sosineura mimica                                                            |
|  |                                                                             |

|  | Heterocrossa eriphylla |
|  |                        |
|  | Sosineura mimica       |
|  |                        |

|  | Carposina sp.                                                               |
|  |                                                                             |
|  | \| \| Heterocrossa eriphylla \| \| \| \| \| \| Sosineura mimica \| \| \| \| |
|  |                                                                             |
|  | Heterocrossa eriphylla                                                      |
|  |                                                                             |
|  | Sosineura mimica                                                            |
|  |                                                                             |

|  | Heterocrossa eriphylla |
|  |                        |
|  | Sosineura mimica       |
|  |                        |

|  | Phycomorpha metachrysa |
|  |                        |
|  | Copromorpha sp.        |
|  |                        |

|  | Carposina sp.                                                               |
|  |                                                                             |
|  | \| \| Heterocrossa eriphylla \| \| \| \| \| \| Sosineura mimica \| \| \| \| |
|  |                                                                             |
|  | Heterocrossa eriphylla                                                      |
|  |                                                                             |
|  | Sosineura mimica                                                            |
|  |                                                                             |

|  | Heterocrossa eriphylla |
|  |                        |
|  | Sosineura mimica       |
|  |                        |

|  | Carposina sp.                                                               |
|  |                                                                             |
|  | \| \| Heterocrossa eriphylla \| \| \| \| \| \| Sosineura mimica \| \| \| \| |
|  |                                                                             |
|  | Heterocrossa eriphylla                                                      |
|  |                                                                             |
|  | Sosineura mimica                                                            |
|  |                                                                             |

|  | Heterocrossa eriphylla |
|  |                        |
|  | Sosineura mimica       |
|  |                        |

|  | Phycomorpha metachrysa |
|  |                        |
|  | Copromorpha sp.        |
|  |                        |

|  | Carposina sp.                                                               |
|  |                                                                             |
|  | \| \| Heterocrossa eriphylla \| \| \| \| \| \| Sosineura mimica \| \| \| \| |
|  |                                                                             |
|  | Heterocrossa eriphylla                                                      |
|  |                                                                             |
|  | Sosineura mimica                                                            |
|  |                                                                             |

|  | Heterocrossa eriphylla |
|  |                        |
|  | Sosineura mimica       |
|  |                        |

|  | Carposina sp.                                                               |
|  |                                                                             |
|  | \| \| Heterocrossa eriphylla \| \| \| \| \| \| Sosineura mimica \| \| \| \| |
|  |                                                                             |
|  | Heterocrossa eriphylla                                                      |
|  |                                                                             |
|  | Sosineura mimica                                                            |
|  |                                                                             |

|  | Heterocrossa eriphylla |
|  |                        |
|  | Sosineura mimica       |
|  |                        |

|  | Phycomorpha metachrysa |
|  |                        |
|  | Copromorpha sp.        |
|  |                        |

|  | Carposina sp.                                                               |
|  |                                                                             |
|  | \| \| Heterocrossa eriphylla \| \| \| \| \| \| Sosineura mimica \| \| \| \| |
|  |                                                                             |
|  | Heterocrossa eriphylla                                                      |
|  |                                                                             |
|  | Sosineura mimica                                                            |
|  |                                                                             |

|  | Heterocrossa eriphylla |
|  |                        |
|  | Sosineura mimica       |
|  |                        |

|  | Carposina sp.                                                               |
|  |                                                                             |
|  | \| \| Heterocrossa eriphylla \| \| \| \| \| \| Sosineura mimica \| \| \| \| |
|  |                                                                             |
|  | Heterocrossa eriphylla                                                      |
|  |                                                                             |
|  | Sosineura mimica                                                            |
|  |                                                                             |

|  | Heterocrossa eriphylla |
|  |                        |
|  | Sosineura mimica       |
|  |                        |

|  | Phycomorpha metachrysa |
|  |                        |
|  | Copromorpha sp.        |
|  |                        |

|  | Carposina sp.                                                               |
|  |                                                                             |
|  | \| \| Heterocrossa eriphylla \| \| \| \| \| \| Sosineura mimica \| \| \| \| |
|  |                                                                             |
|  | Heterocrossa eriphylla                                                      |
|  |                                                                             |
|  | Sosineura mimica                                                            |
|  |                                                                             |

|  | Heterocrossa eriphylla |
|  |                        |
|  | Sosineura mimica       |
|  |                        |

|  | Carposina sp.                                                               |
|  |                                                                             |
|  | \| \| Heterocrossa eriphylla \| \| \| \| \| \| Sosineura mimica \| \| \| \| |
|  |                                                                             |
|  | Heterocrossa eriphylla                                                      |
|  |                                                                             |
|  | Sosineura mimica                                                            |
|  |                                                                             |

|  | Heterocrossa eriphylla |
|  |                        |
|  | Sosineura mimica       |
|  |                        |

|  | Phycomorpha metachrysa |
|  |                        |
|  | Copromorpha sp.        |
|  |                        |

|  | Carposina sp.                                                               |
|  |                                                                             |
|  | \| \| Heterocrossa eriphylla \| \| \| \| \| \| Sosineura mimica \| \| \| \| |
|  |                                                                             |
|  | Heterocrossa eriphylla                                                      |
|  |                                                                             |
|  | Sosineura mimica                                                            |
|  |                                                                             |

|  | Heterocrossa eriphylla |
|  |                        |
|  | Sosineura mimica       |
|  |                        |

|  | Carposina sp.                                                               |
|  |                                                                             |
|  | \| \| Heterocrossa eriphylla \| \| \| \| \| \| Sosineura mimica \| \| \| \| |
|  |                                                                             |
|  | Heterocrossa eriphylla                                                      |
|  |                                                                             |
|  | Sosineura mimica                                                            |
|  |                                                                             |

|  | Heterocrossa eriphylla |
|  |                        |
|  | Sosineura mimica       |
|  |                        |

|  | Phycomorpha metachrysa |
|  |                        |
|  | Copromorpha sp.        |
|  |                        |

|  | Carposina sp.                                                               |
|  |                                                                             |
|  | \| \| Heterocrossa eriphylla \| \| \| \| \| \| Sosineura mimica \| \| \| \| |
|  |                                                                             |
|  | Heterocrossa eriphylla                                                      |
|  |                                                                             |
|  | Sosineura mimica                                                            |
|  |                                                                             |

|  | Heterocrossa eriphylla |
|  |                        |
|  | Sosineura mimica       |
|  |                        |

|  | Carposina sp.                                                               |
|  |                                                                             |
|  | \| \| Heterocrossa eriphylla \| \| \| \| \| \| Sosineura mimica \| \| \| \| |
|  |                                                                             |
|  | Heterocrossa eriphylla                                                      |
|  |                                                                             |
|  | Sosineura mimica                                                            |
|  |                                                                             |

|  | Heterocrossa eriphylla |
|  |                        |
|  | Sosineura mimica       |
|  |                        |

|  | Phycomorpha metachrysa |
|  |                        |
|  | Copromorpha sp.        |
|  |                        |

|  | Carposina sp.                                                               |
|  |                                                                             |
|  | \| \| Heterocrossa eriphylla \| \| \| \| \| \| Sosineura mimica \| \| \| \| |
|  |                                                                             |
|  | Heterocrossa eriphylla                                                      |
|  |                                                                             |
|  | Sosineura mimica                                                            |
|  |                                                                             |

|  | Heterocrossa eriphylla |
|  |                        |
|  | Sosineura mimica       |
|  |                        |

|  | Carposina sp.                                                               |
|  |                                                                             |
|  | \| \| Heterocrossa eriphylla \| \| \| \| \| \| Sosineura mimica \| \| \| \| |
|  |                                                                             |
|  | Heterocrossa eriphylla                                                      |
|  |                                                                             |
|  | Sosineura mimica                                                            |
|  |                                                                             |

|  | Heterocrossa eriphylla |
|  |                        |
|  | Sosineura mimica       |
|  |                        |

|  | Phycomorpha metachrysa |
|  |                        |
|  | Copromorpha sp.        |
|  |                        |

|  | Carposina sp.                                                               |
|  |                                                                             |
|  | \| \| Heterocrossa eriphylla \| \| \| \| \| \| Sosineura mimica \| \| \| \| |
|  |                                                                             |
|  | Heterocrossa eriphylla                                                      |
|  |                                                                             |
|  | Sosineura mimica                                                            |
|  |                                                                             |

|  | Heterocrossa eriphylla |
|  |                        |
|  | Sosineura mimica       |
|  |                        |

|  | Carposina sp.                                                               |
|  |                                                                             |
|  | \| \| Heterocrossa eriphylla \| \| \| \| \| \| Sosineura mimica \| \| \| \| |
|  |                                                                             |
|  | Heterocrossa eriphylla                                                      |
|  |                                                                             |
|  | Sosineura mimica                                                            |
|  |                                                                             |

|  | Heterocrossa eriphylla |
|  |                        |
|  | Sosineura mimica       |
|  |                        |

|  | Phycomorpha metachrysa |
|  |                        |
|  | Copromorpha sp.        |
|  |                        |

|  | Carposina sp.                                                               |
|  |                                                                             |
|  | \| \| Heterocrossa eriphylla \| \| \| \| \| \| Sosineura mimica \| \| \| \| |
|  |                                                                             |
|  | Heterocrossa eriphylla                                                      |
|  |                                                                             |
|  | Sosineura mimica                                                            |
|  |                                                                             |

|  | Heterocrossa eriphylla |
|  |                        |
|  | Sosineura mimica       |
|  |                        |

|  | Carposina sp.                                                               |
|  |                                                                             |
|  | \| \| Heterocrossa eriphylla \| \| \| \| \| \| Sosineura mimica \| \| \| \| |
|  |                                                                             |
|  | Heterocrossa eriphylla                                                      |
|  |                                                                             |
|  | Sosineura mimica                                                            |
|  |                                                                             |

|  | Heterocrossa eriphylla |
|  |                        |
|  | Sosineura mimica       |
|  |                        |

|  | Phycomorpha metachrysa |
|  |                        |
|  | Copromorpha sp.        |
|  |                        |

|  | Carposina sp.                                                               |
|  |                                                                             |
|  | \| \| Heterocrossa eriphylla \| \| \| \| \| \| Sosineura mimica \| \| \| \| |
|  |                                                                             |
|  | Heterocrossa eriphylla                                                      |
|  |                                                                             |
|  | Sosineura mimica                                                            |
|  |                                                                             |

|  | Heterocrossa eriphylla |
|  |                        |
|  | Sosineura mimica       |
|  |                        |

|  | Carposina sp.                                                               |
|  |                                                                             |
|  | \| \| Heterocrossa eriphylla \| \| \| \| \| \| Sosineura mimica \| \| \| \| |
|  |                                                                             |
|  | Heterocrossa eriphylla                                                      |
|  |                                                                             |
|  | Sosineura mimica                                                            |
|  |                                                                             |

|  | Heterocrossa eriphylla |
|  |                        |
|  | Sosineura mimica       |
|  |                        |

|  | Phycomorpha metachrysa |
|  |                        |
|  | Copromorpha sp.        |
|  |                        |

|  | Carposina sp.                                                               |
|  |                                                                             |
|  | \| \| Heterocrossa eriphylla \| \| \| \| \| \| Sosineura mimica \| \| \| \| |
|  |                                                                             |
|  | Heterocrossa eriphylla                                                      |
|  |                                                                             |
|  | Sosineura mimica                                                            |
|  |                                                                             |

|  | Heterocrossa eriphylla |
|  |                        |
|  | Sosineura mimica       |
|  |                        |

|  | Carposina sp.                                                               |
|  |                                                                             |
|  | \| \| Heterocrossa eriphylla \| \| \| \| \| \| Sosineura mimica \| \| \| \| |
|  |                                                                             |
|  | Heterocrossa eriphylla                                                      |
|  |                                                                             |
|  | Sosineura mimica                                                            |
|  |                                                                             |

|  | Heterocrossa eriphylla |
|  |                        |
|  | Sosineura mimica       |
|  |                        |

|  | Phycomorpha metachrysa |
|  |                        |
|  | Copromorpha sp.        |
|  |                        |

|  | Carposina sp.                                                               |
|  |                                                                             |
|  | \| \| Heterocrossa eriphylla \| \| \| \| \| \| Sosineura mimica \| \| \| \| |
|  |                                                                             |
|  | Heterocrossa eriphylla                                                      |
|  |                                                                             |
|  | Sosineura mimica                                                            |
|  |                                                                             |

|  | Heterocrossa eriphylla |
|  |                        |
|  | Sosineura mimica       |
|  |                        |

|  | Carposina sp.                                                               |
|  |                                                                             |
|  | \| \| Heterocrossa eriphylla \| \| \| \| \| \| Sosineura mimica \| \| \| \| |
|  |                                                                             |
|  | Heterocrossa eriphylla                                                      |
|  |                                                                             |
|  | Sosineura mimica                                                            |
|  |                                                                             |

|  | Heterocrossa eriphylla |
|  |                        |
|  | Sosineura mimica       |
|  |                        |

|  | Phycomorpha metachrysa |
|  |                        |
|  | Copromorpha sp.        |
|  |                        |

|  | Carposina sp.                                                               |
|  |                                                                             |
|  | \| \| Heterocrossa eriphylla \| \| \| \| \| \| Sosineura mimica \| \| \| \| |
|  |                                                                             |
|  | Heterocrossa eriphylla                                                      |
|  |                                                                             |
|  | Sosineura mimica                                                            |
|  |                                                                             |

|  | Heterocrossa eriphylla |
|  |                        |
|  | Sosineura mimica       |
|  |                        |

|  | Carposina sp.                                                               |
|  |                                                                             |
|  | \| \| Heterocrossa eriphylla \| \| \| \| \| \| Sosineura mimica \| \| \| \| |
|  |                                                                             |
|  | Heterocrossa eriphylla                                                      |
|  |                                                                             |
|  | Sosineura mimica                                                            |
|  |                                                                             |

|  | Heterocrossa eriphylla |
|  |                        |
|  | Sosineura mimica       |
|  |                        |

|  | Phycomorpha metachrysa |
|  |                        |
|  | Copromorpha sp.        |
|  |                        |

|  | Carposina sp.                                                               |
|  |                                                                             |
|  | \| \| Heterocrossa eriphylla \| \| \| \| \| \| Sosineura mimica \| \| \| \| |
|  |                                                                             |
|  | Heterocrossa eriphylla                                                      |
|  |                                                                             |
|  | Sosineura mimica                                                            |
|  |                                                                             |

|  | Heterocrossa eriphylla |
|  |                        |
|  | Sosineura mimica       |
|  |                        |

|  | Carposina sp.                                                               |
|  |                                                                             |
|  | \| \| Heterocrossa eriphylla \| \| \| \| \| \| Sosineura mimica \| \| \| \| |
|  |                                                                             |
|  | Heterocrossa eriphylla                                                      |
|  |                                                                             |
|  | Sosineura mimica                                                            |
|  |                                                                             |

|  | Heterocrossa eriphylla |
|  |                        |
|  | Sosineura mimica       |
|  |                        |

|  | Phycomorpha metachrysa |
|  |                        |
|  | Copromorpha sp.        |
|  |                        |

|  | Carposina sp.                                                               |
|  |                                                                             |
|  | \| \| Heterocrossa eriphylla \| \| \| \| \| \| Sosineura mimica \| \| \| \| |
|  |                                                                             |
|  | Heterocrossa eriphylla                                                      |
|  |                                                                             |
|  | Sosineura mimica                                                            |
|  |                                                                             |

|  | Heterocrossa eriphylla |
|  |                        |
|  | Sosineura mimica       |
|  |                        |

|  | Carposina sp.                                                               |
|  |                                                                             |
|  | \| \| Heterocrossa eriphylla \| \| \| \| \| \| Sosineura mimica \| \| \| \| |
|  |                                                                             |
|  | Heterocrossa eriphylla                                                      |
|  |                                                                             |
|  | Sosineura mimica                                                            |
|  |                                                                             |

|  | Heterocrossa eriphylla |
|  |                        |
|  | Sosineura mimica       |
|  |                        |

|  | Phycomorpha metachrysa |
|  |                        |
|  | Copromorpha sp.        |
|  |                        |

|  | Carposina sp.                                                               |
|  |                                                                             |
|  | \| \| Heterocrossa eriphylla \| \| \| \| \| \| Sosineura mimica \| \| \| \| |
|  |                                                                             |
|  | Heterocrossa eriphylla                                                      |
|  |                                                                             |
|  | Sosineura mimica                                                            |
|  |                                                                             |

|  | Heterocrossa eriphylla |
|  |                        |
|  | Sosineura mimica       |
|  |                        |

|  | Carposina sp.                                                               |
|  |                                                                             |
|  | \| \| Heterocrossa eriphylla \| \| \| \| \| \| Sosineura mimica \| \| \| \| |
|  |                                                                             |
|  | Heterocrossa eriphylla                                                      |
|  |                                                                             |
|  | Sosineura mimica                                                            |
|  |                                                                             |

|  | Heterocrossa eriphylla |
|  |                        |
|  | Sosineura mimica       |
|  |                        |

|  | Phycomorpha metachrysa |
|  |                        |
|  | Copromorpha sp.        |
|  |                        |

|  | Carposina sp.                                                               |
|  |                                                                             |
|  | \| \| Heterocrossa eriphylla \| \| \| \| \| \| Sosineura mimica \| \| \| \| |
|  |                                                                             |
|  | Heterocrossa eriphylla                                                      |
|  |                                                                             |
|  | Sosineura mimica                                                            |
|  |                                                                             |

|  | Heterocrossa eriphylla |
|  |                        |
|  | Sosineura mimica       |
|  |                        |

|  | Carposina sp.                                                               |
|  |                                                                             |
|  | \| \| Heterocrossa eriphylla \| \| \| \| \| \| Sosineura mimica \| \| \| \| |
|  |                                                                             |
|  | Heterocrossa eriphylla                                                      |
|  |                                                                             |
|  | Sosineura mimica                                                            |
|  |                                                                             |

|  | Heterocrossa eriphylla |
|  |                        |
|  | Sosineura mimica       |
|  |                        |

|  | Phycomorpha metachrysa |
|  |                        |
|  | Copromorpha sp.        |
|  |                        |

|  | Carposina sp.                                                               |
|  |                                                                             |
|  | \| \| Heterocrossa eriphylla \| \| \| \| \| \| Sosineura mimica \| \| \| \| |
|  |                                                                             |
|  | Heterocrossa eriphylla                                                      |
|  |                                                                             |
|  | Sosineura mimica                                                            |
|  |                                                                             |

|  | Heterocrossa eriphylla |
|  |                        |
|  | Sosineura mimica       |
|  |                        |

|  | Carposina sp.                                                               |
|  |                                                                             |
|  | \| \| Heterocrossa eriphylla \| \| \| \| \| \| Sosineura mimica \| \| \| \| |
|  |                                                                             |
|  | Heterocrossa eriphylla                                                      |
|  |                                                                             |
|  | Sosineura mimica                                                            |
|  |                                                                             |

|  | Heterocrossa eriphylla |
|  |                        |
|  | Sosineura mimica       |
|  |                        |

|  | Phycomorpha metachrysa |
|  |                        |
|  | Copromorpha sp.        |
|  |                        |

|  | Carposina sp.                                                               |
|  |                                                                             |
|  | \| \| Heterocrossa eriphylla \| \| \| \| \| \| Sosineura mimica \| \| \| \| |
|  |                                                                             |
|  | Heterocrossa eriphylla                                                      |
|  |                                                                             |
|  | Sosineura mimica                                                            |
|  |                                                                             |

|  | Heterocrossa eriphylla |
|  |                        |
|  | Sosineura mimica       |
|  |                        |

|  | Carposina sp.                                                               |
|  |                                                                             |
|  | \| \| Heterocrossa eriphylla \| \| \| \| \| \| Sosineura mimica \| \| \| \| |
|  |                                                                             |
|  | Heterocrossa eriphylla                                                      |
|  |                                                                             |
|  | Sosineura mimica                                                            |
|  |                                                                             |

|  | Heterocrossa eriphylla |
|  |                        |
|  | Sosineura mimica       |
|  |                        |

|  | Phycomorpha metachrysa |
|  |                        |
|  | Copromorpha sp.        |
|  |                        |

|  | Carposina sp.                                                               |
|  |                                                                             |
|  | \| \| Heterocrossa eriphylla \| \| \| \| \| \| Sosineura mimica \| \| \| \| |
|  |                                                                             |
|  | Heterocrossa eriphylla                                                      |
|  |                                                                             |
|  | Sosineura mimica                                                            |
|  |                                                                             |

|  | Heterocrossa eriphylla |
|  |                        |
|  | Sosineura mimica       |
|  |                        |

|  | Carposina sp.                                                               |
|  |                                                                             |
|  | \| \| Heterocrossa eriphylla \| \| \| \| \| \| Sosineura mimica \| \| \| \| |
|  |                                                                             |
|  | Heterocrossa eriphylla                                                      |
|  |                                                                             |
|  | Sosineura mimica                                                            |
|  |                                                                             |

|  | Heterocrossa eriphylla |
|  |                        |
|  | Sosineura mimica       |
|  |                        |

|  | Phycomorpha metachrysa |
|  |                        |
|  | Copromorpha sp.        |
|  |                        |

|  | Carposina sp.                                                               |
|  |                                                                             |
|  | \| \| Heterocrossa eriphylla \| \| \| \| \| \| Sosineura mimica \| \| \| \| |
|  |                                                                             |
|  | Heterocrossa eriphylla                                                      |
|  |                                                                             |
|  | Sosineura mimica                                                            |
|  |                                                                             |

|  | Heterocrossa eriphylla |
|  |                        |
|  | Sosineura mimica       |
|  |                        |

|  | Carposina sp.                                                               |
|  |                                                                             |
|  | \| \| Heterocrossa eriphylla \| \| \| \| \| \| Sosineura mimica \| \| \| \| |
|  |                                                                             |
|  | Heterocrossa eriphylla                                                      |
|  |                                                                             |
|  | Sosineura mimica                                                            |
|  |                                                                             |

|  | Heterocrossa eriphylla |
|  |                        |
|  | Sosineura mimica       |
|  |                        |

|  | Phycomorpha metachrysa |
|  |                        |
|  | Copromorpha sp.        |
|  |                        |

|  | Carposina sp.                                                               |
|  |                                                                             |
|  | \| \| Heterocrossa eriphylla \| \| \| \| \| \| Sosineura mimica \| \| \| \| |
|  |                                                                             |
|  | Heterocrossa eriphylla                                                      |
|  |                                                                             |
|  | Sosineura mimica                                                            |
|  |                                                                             |

|  | Heterocrossa eriphylla |
|  |                        |
|  | Sosineura mimica       |
|  |                        |

|  | Carposina sp.                                                               |
|  |                                                                             |
|  | \| \| Heterocrossa eriphylla \| \| \| \| \| \| Sosineura mimica \| \| \| \| |
|  |                                                                             |
|  | Heterocrossa eriphylla                                                      |
|  |                                                                             |
|  | Sosineura mimica                                                            |
|  |                                                                             |

|  | Heterocrossa eriphylla |
|  |                        |
|  | Sosineura mimica       |
|  |                        |

|  | Phycomorpha metachrysa |
|  |                        |
|  | Copromorpha sp.        |
|  |                        |

|  | Carposina sp.                                                               |
|  |                                                                             |
|  | \| \| Heterocrossa eriphylla \| \| \| \| \| \| Sosineura mimica \| \| \| \| |
|  |                                                                             |
|  | Heterocrossa eriphylla                                                      |
|  |                                                                             |
|  | Sosineura mimica                                                            |
|  |                                                                             |

|  | Heterocrossa eriphylla |
|  |                        |
|  | Sosineura mimica       |
|  |                        |

|  | Carposina sp.                                                               |
|  |                                                                             |
|  | \| \| Heterocrossa eriphylla \| \| \| \| \| \| Sosineura mimica \| \| \| \| |
|  |                                                                             |
|  | Heterocrossa eriphylla                                                      |
|  |                                                                             |
|  | Sosineura mimica                                                            |
|  |                                                                             |

|  | Heterocrossa eriphylla |
|  |                        |
|  | Sosineura mimica       |
|  |                        |

|  | Phycomorpha metachrysa |
|  |                        |
|  | Copromorpha sp.        |
|  |                        |

|  | Carposina sp.                                                               |
|  |                                                                             |
|  | \| \| Heterocrossa eriphylla \| \| \| \| \| \| Sosineura mimica \| \| \| \| |
|  |                                                                             |
|  | Heterocrossa eriphylla                                                      |
|  |                                                                             |
|  | Sosineura mimica                                                            |
|  |                                                                             |

|  | Heterocrossa eriphylla |
|  |                        |
|  | Sosineura mimica       |
|  |                        |

|  | Carposina sp.                                                               |
|  |                                                                             |
|  | \| \| Heterocrossa eriphylla \| \| \| \| \| \| Sosineura mimica \| \| \| \| |
|  |                                                                             |
|  | Heterocrossa eriphylla                                                      |
|  |                                                                             |
|  | Sosineura mimica                                                            |
|  |                                                                             |

|  | Heterocrossa eriphylla |
|  |                        |
|  | Sosineura mimica       |
|  |                        |

|  | Phycomorpha metachrysa |
|  |                        |
|  | Copromorpha sp.        |
|  |                        |

|  | Carposina sp.                                                               |
|  |                                                                             |
|  | \| \| Heterocrossa eriphylla \| \| \| \| \| \| Sosineura mimica \| \| \| \| |
|  |                                                                             |
|  | Heterocrossa eriphylla                                                      |
|  |                                                                             |
|  | Sosineura mimica                                                            |
|  |                                                                             |

|  | Heterocrossa eriphylla |
|  |                        |
|  | Sosineura mimica       |
|  |                        |

|  | Carposina sp.                                                               |
|  |                                                                             |
|  | \| \| Heterocrossa eriphylla \| \| \| \| \| \| Sosineura mimica \| \| \| \| |
|  |                                                                             |
|  | Heterocrossa eriphylla                                                      |
|  |                                                                             |
|  | Sosineura mimica                                                            |
|  |                                                                             |

|  | Heterocrossa eriphylla |
|  |                        |
|  | Sosineura mimica       |
|  |                        |

|  | Phycomorpha metachrysa |
|  |                        |
|  | Copromorpha sp.        |
|  |                        |

|  | Carposina sp.                                                               |
|  |                                                                             |
|  | \| \| Heterocrossa eriphylla \| \| \| \| \| \| Sosineura mimica \| \| \| \| |
|  |                                                                             |
|  | Heterocrossa eriphylla                                                      |
|  |                                                                             |
|  | Sosineura mimica                                                            |
|  |                                                                             |

|  | Heterocrossa eriphylla |
|  |                        |
|  | Sosineura mimica       |
|  |                        |

|  | Carposina sp.                                                               |
|  |                                                                             |
|  | \| \| Heterocrossa eriphylla \| \| \| \| \| \| Sosineura mimica \| \| \| \| |
|  |                                                                             |
|  | Heterocrossa eriphylla                                                      |
|  |                                                                             |
|  | Sosineura mimica                                                            |
|  |                                                                             |

|  | Heterocrossa eriphylla |
|  |                        |
|  | Sosineura mimica       |
|  |                        |

|  | Phycomorpha metachrysa |
|  |                        |
|  | Copromorpha sp.        |
|  |                        |

|  | Carposina sp.                                                               |
|  |                                                                             |
|  | \| \| Heterocrossa eriphylla \| \| \| \| \| \| Sosineura mimica \| \| \| \| |
|  |                                                                             |
|  | Heterocrossa eriphylla                                                      |
|  |                                                                             |
|  | Sosineura mimica                                                            |
|  |                                                                             |

|  | Heterocrossa eriphylla |
|  |                        |
|  | Sosineura mimica       |
|  |                        |

|  | Carposina sp.                                                               |
|  |                                                                             |
|  | \| \| Heterocrossa eriphylla \| \| \| \| \| \| Sosineura mimica \| \| \| \| |
|  |                                                                             |
|  | Heterocrossa eriphylla                                                      |
|  |                                                                             |
|  | Sosineura mimica                                                            |
|  |                                                                             |

|  | Heterocrossa eriphylla |
|  |                        |
|  | Sosineura mimica       |
|  |                        |

|  | Phycomorpha metachrysa |
|  |                        |
|  | Copromorpha sp.        |
|  |                        |

|  | Carposina sp.                                                               |
|  |                                                                             |
|  | \| \| Heterocrossa eriphylla \| \| \| \| \| \| Sosineura mimica \| \| \| \| |
|  |                                                                             |
|  | Heterocrossa eriphylla                                                      |
|  |                                                                             |
|  | Sosineura mimica                                                            |
|  |                                                                             |

|  | Heterocrossa eriphylla |
|  |                        |
|  | Sosineura mimica       |
|  |                        |

|  | Carposina sp.                                                               |
|  |                                                                             |
|  | \| \| Heterocrossa eriphylla \| \| \| \| \| \| Sosineura mimica \| \| \| \| |
|  |                                                                             |
|  | Heterocrossa eriphylla                                                      |
|  |                                                                             |
|  | Sosineura mimica                                                            |
|  |                                                                             |

|  | Heterocrossa eriphylla |
|  |                        |
|  | Sosineura mimica       |
|  |                        |

|  | Phycomorpha metachrysa |
|  |                        |
|  | Copromorpha sp.        |
|  |                        |

|  | Carposina sp.                                                               |
|  |                                                                             |
|  | \| \| Heterocrossa eriphylla \| \| \| \| \| \| Sosineura mimica \| \| \| \| |
|  |                                                                             |
|  | Heterocrossa eriphylla                                                      |
|  |                                                                             |
|  | Sosineura mimica                                                            |
|  |                                                                             |

|  | Heterocrossa eriphylla |
|  |                        |
|  | Sosineura mimica       |
|  |                        |

|  | Carposina sp.                                                               |
|  |                                                                             |
|  | \| \| Heterocrossa eriphylla \| \| \| \| \| \| Sosineura mimica \| \| \| \| |
|  |                                                                             |
|  | Heterocrossa eriphylla                                                      |
|  |                                                                             |
|  | Sosineura mimica                                                            |
|  |                                                                             |

|  | Heterocrossa eriphylla |
|  |                        |
|  | Sosineura mimica       |
|  |                        |

|  | Phycomorpha metachrysa |
|  |                        |
|  | Copromorpha sp.        |
|  |                        |

|  | Carposina sp.                                                               |
|  |                                                                             |
|  | \| \| Heterocrossa eriphylla \| \| \| \| \| \| Sosineura mimica \| \| \| \| |
|  |                                                                             |
|  | Heterocrossa eriphylla                                                      |
|  |                                                                             |
|  | Sosineura mimica                                                            |
|  |                                                                             |

|  | Heterocrossa eriphylla |
|  |                        |
|  | Sosineura mimica       |
|  |                        |

|  | Carposina sp.                                                               |
|  |                                                                             |
|  | \| \| Heterocrossa eriphylla \| \| \| \| \| \| Sosineura mimica \| \| \| \| |
|  |                                                                             |
|  | Heterocrossa eriphylla                                                      |
|  |                                                                             |
|  | Sosineura mimica                                                            |
|  |                                                                             |

|  | Heterocrossa eriphylla |
|  |                        |
|  | Sosineura mimica       |
|  |                        |

|  | Phycomorpha metachrysa |
|  |                        |
|  | Copromorpha sp.        |
|  |                        |

|  | Carposina sp.                                                               |
|  |                                                                             |
|  | \| \| Heterocrossa eriphylla \| \| \| \| \| \| Sosineura mimica \| \| \| \| |
|  |                                                                             |
|  | Heterocrossa eriphylla                                                      |
|  |                                                                             |
|  | Sosineura mimica                                                            |
|  |                                                                             |

|  | Heterocrossa eriphylla |
|  |                        |
|  | Sosineura mimica       |
|  |                        |

|  | Carposina sp.                                                               |
|  |                                                                             |
|  | \| \| Heterocrossa eriphylla \| \| \| \| \| \| Sosineura mimica \| \| \| \| |
|  |                                                                             |
|  | Heterocrossa eriphylla                                                      |
|  |                                                                             |
|  | Sosineura mimica                                                            |
|  |                                                                             |

|  | Heterocrossa eriphylla |
|  |                        |
|  | Sosineura mimica       |
|  |                        |

## Conservazione
Nessuna specie appartenente a questa famiglia è stata inserita nella Lista rossa IUCN.

### Testi
- (EN) Barlow, H. S., An Introduction to the Moths of South East Asia, d'Abrera, B., Kuala Lumpur and Faringdon, U.K., The Malayan Nature Society and E.W. Classey, 1982,  pp. x+305; 50 pls, ISBN 978-0-86096-018-8, OCLC 252308130.
- (EN) Brues, C. T.; Melander, A. L. & Carpenter, F. M., Classification of Insects, keys to the living and extinct families of Insects and of the living families of other terrestrial Arthropods, collana Bulletin of the Museum of Comparative Zoology, Vol. 108, Cambridge, Mass., Museum of Comparative Zoology at Harvard, 1954,  pp. 917, 1219 figg., ISBN non esistente, LCCN 54004017, OCLC 224819346.
- (EN) Capinera, J. L. (Ed.), Encyclopedia of Entomology, 4 voll., 2nd Ed., Dordrecht, Springer Science+Business Media B.V., 2008,  pp. lxiii + 4346, ISBN 978-1-4020-6242-1, LCCN 2008930112, OCLC 837039413.
- (DE) Caradja, A. & Meyrick, E., Materialien zu einer microlepidopteren Fauna der chinesischen Provinzen Kiangsu, Chekiang und Hunan, Berlino, R. Friedländer & Sohn, 1935,  pp. 96, 6 figg., ISBN non esistente, OCLC 250284568.
- (EN) Chapman, R. F., The insects: structure and function, 4ª edizione, Cambridge, Cambridge University Press, 1998,  pp. xvii, 770, ISBN 0-521-57048-4, LCCN 97035219, OCLC 37682660.
- (EN) Clarke, J. F. G., Catalogue of the type specimens of Microlepidoptera in the British Museum, Natural history, described by Edward Meyrick, Vol. 2 - Stenomidae, Xyloryctidae, Copromorphidae, Londra, British Museum, 1955,  p. 531, DOI:10.5962/bhl.title.68439, ISBN non esistente, LCCN 57002435, OCLC 462750494.
- (EN) Clarke, J. F. G., Microlepidoptera: Tortricoidea, collana Bernice Pauahi Bishop Museum. Insects of Micronesia, Vol. 9 - Pt. 1, Honolulu, Bernice P. Bishop Museum, 1976,  p. 144, ISBN non esistente, LCCN 55041361, OCLC 3011361.
- (EN) Common, I. F. B, Lepidoptera (Moths and Butterflies), pp. 765-866, in The Insects of Australia, a text book for students and research workers, Melbourne, CSIRO - Melbourne University Press, 1970,  pp. 1029; 8 tavv., ISBN non esistente, LCCN 70461097, OCLC 959804253.
- (EN) Common, I. F. B., Moths of Australia, Slater, E. (fotografie), Carlton, Victoria, Melbourne University Press, 1990,  pp. vi, 535, 32 con tavv. a colori, ISBN 978-0-522-84326-2, LCCN 89048654, OCLC 220444217.
- (EN) Diakonoff, A., Microlepidoptera of New Guinea. Results of the Third Archbold Expedition (American-Netherlands Indian Expedition 1938-1939) - Part III (PDF), collana Verhandelingen der Koninklijke Nederlandse Akademie van Wetenschappen, Afdeling Natuurkunde, (2)49, no. 4, Amsterdam, North-Holland Publishing Company, 1954,  pp. 1-164, 179 figg., ISBN non esistente, LCCN a53001811, OCLC 69050732.
- (DE) Diakonoff, A., Taxonomy of the higher groups of the Tortricoidea, in Strouhal, H. (a cura di), Verhandlungen des XI. Internationalen Kongresses für Entomologie: Wien, 17. bis 25. August 1960, Vol. 1 (96), Vienna, Organisationskomittee des XI. Internationalan Kongresses für Entomologie, 1961,  pp. XLIV, 803, ISBN non esistente, OCLC 245798528.
- (EN) Dugdale, J. S., Lepidoptera - annotated catalogue, and keys to family-group taxa (PDF), collana Fauna of New Zealand, Vol. 14, Wellington, Science Information Publishing Centre, 1988,  p. 262, ISBN 978-0-477-02518-8, OCLC 889154749.
- (EN) Fletcher, T. B., A list of the generic names used for Microlepidoptera, collana India. Dept. of agriculture. Memoirs. Entomological seres, Vol. 11, Calcutta, Government of Inda central publication branch, 1929,  pp. I-X; 1-244+2, ISBN non esistente, OCLC 4545236.
- (EN) Grimaldi, D. A.; Engel, M. S., Evolution of the insects, Cambridge [U.K.]; New York, Cambridge University Press, maggio 2005,  pp. xv + 755, ISBN 978-0-521-82149-0, LCCN 2004054605, OCLC 56057971.
- (FR) Guillermet, C., Les Hétérocères, ou papillons de nuit, de l'île de La Réunion, Vol. 4 - Familles des Tineidae, Gracillariidae, Yponomeutidae, Plutellidae, Glyphipterigidae, Lyonetiidae, Elachistidae, Oechophoridae, Batrachedridae, Stathmopodidae, Cosmopterigidae, Gelechiidae, Pterophoridae, Copromorphidae, Carposinidae, Immidae, Choreutidae, Tortricidae, Thyrididae, Hyblaeidae, Saint Gilles-les-bains (La Réunion), Parc National de La Réunion: Association N.D.P., 2011,  p. 556, ISBN 978-2-9540384-0-7, OCLC 946579533.
- (DE) Holloway, J. D.; Bradley, J. D. & Carter, D. J., Lepidoptera, in Betts, C. R. (Ed.). CIE Guides to Insects of importance to Man, Vol. I, Londra, CAB International Institute of Entomology & British Museum (Natural History), 1987,  pp. 1-262, ISBN 978-0-85198-605-0, OCLC 180474624.
- (EN) Janse, A. J. T., The Moths of South Africa, Vol. 1, Durban, E.P. & Commercial Printing Co., 1932,  pp. xi+376+15tavv., ISBN non esistente, LCCN 33031872, OCLC 163065842.
- (EN) Kristensen, N. P. (Ed.), Handbuch der Zoologie / Handbook of Zoology, Band 4: Arthropoda - 2. Hälfte: Insecta - Lepidoptera, moths and butterflies, Kükenthal, W. (Ed.), Fischer, M. (Scientific Ed.), Teilband/Part 35: Volume 1: Evolution, systematics, and biogeography, ristampa 2013, Berlino, New York, Walter de Gruyter, 1999  [1998],  pp. x, 491, ISBN 978-3-11-015704-8, OCLC 174380917.
- (EN) Laithwaite, E.; Watson, A.; Whalley, P. E. S. & Duckworth, W. D., The dictionary of butterflies and moths in colour, Londra, M. Joseph, 1975,  p. 296, ISBN 978-0-7181-1423-7, LCCN 9780718114237, OCLC 959505072.
- (EN) Meyrick, E., Exotic Microlepidoptera (PDF), Vol. 3, Londra, Taylor & Francis, 1923,  pp. 1-640, ISBN non esistente, LCCN 73420356, OCLC 10581383.
- (EN) Meyrick, E., A revised handbook of British Lepidoptera, Londra, Watkins & Doncaster, 1927,  p. 914, ISBN non esistente, LCCN agr28000899, OCLC 250550753.
- (EN) Meyrick, E., Exotic Microlepidoptera, Vol. 4, Londra, Taylor & Francis, 1930,  p. 642, ISBN non esistente, LCCN 73420356, OCLC 923574154.
- (EN) Parker, S. B. (Ed.), Synopsis and classification of living organisms, vol. 2, New York, McGraw-Hill, 1982,  pp. 1119, ISBN 978-0-07-079031-5, LCCN 81013653, OCLC 7732464.
- (EN) Robinson, G. S. & Nielsen, E. S., Tineid genera of Australia (Lepidoptera), East Melbourne, Victoria, CSIRO Publishing, gennaio 1993,  p. 344, ISBN 978-0-643-10510-2, LCCN 96164653, OCLC 488138348.
- Schenkl, F.; Brunetti, F., Dizionario Greco-Italiano/Italiano-Greco, a cura di Meldi, D., collana La creatività dello spirito, Berrettoni G. (nota bibliografica), La Spezia, Casa del Libro - Fratelli Melita Editori, dicembre 1991  [1990],  pp. xviii, 972, 14 tavv., 538, ISBN 978-88-403-6693-7, OCLC 797548053.
- (EN) Scoble, M. J., The Lepidoptera: Form, Function and Diversity, seconda edizione, London, Oxford University Press & Natural History Museum, 2011  [1992],  pp. xi, 404, ISBN 978-0-19-854952-9, LCCN 92004297, OCLC 25282932.
- (EN) Sobczyk, T., World Catalogue of Insects, Vol. 10 - Psychidae (Lepidoptera), Stenstrup, Apollo Books, 2011,  p. 467, ISBN 978-87-88757-98-9, ISSN 1398-8700 (WC · ACNP), LCCN 2006356329, OCLC 928842464.
- (EN) Stehr, F. W. (Ed.), Immature Insects, 2 volumi, seconda edizione, Dubuque, Iowa, Kendall/Hunt Pub. Co., 1991  [1987],  pp. ix, 754, ISBN 0-7181-1423-X, LCCN 85081922, OCLC 13784377.
- (EN) Walsingham, T., Microlepidoptera (PDF), in Sharp, D. - Fauna Hawaiiensis, Vol. 1, Parte 5, Cambridge, UK, University Press, 1907,  pp. 469-759, DOI:10.5962/bhl.title.58534, ISBN non esistente, LCCN 24001960, OCLC 906223948.
- (EN) Zimmerman, E. C., Microlepidoptera. Part 1 (PDF), in Insects of Hawaii: a manual of the insects of the Hawaiian Islands, including an enumeration of the species and notes on their origins, distribution, hosts, parasites, etc., Vol. 9, Honolulu, University of Hawaii Press, 1978,  pp. 1-XVIII+1-881, ISBN 0-8248-2427-X, LCCN 2001028123, OCLC 419259486.